# Coupe d'Azerbaïdjan de football 2021-2022
Navigation
Coupe d'Azerbaïdjan 2020-2021 Coupe d'Azerbaïdjan 2022-2023
La Coupe d'Azerbaïdjan 2021-2022 est la 30e édition de la Coupe d'Azerbaïdjan depuis l'indépendance du pays. Elle prend place entre le 10 décembre 2021 et le 27 mai 2022.
Un total de 12 équipes participe à la compétition, cela inclut les huit clubs de la première division 2021-2022 auxquels s'ajoutent quatre équipes du deuxième échelon.
Le vainqueur de la coupe se qualifie pour le deuxième tour de qualification de la Ligue Europa Conférence 2022-2023.
Cette édition est remportée par le Qarabağ FK qui remporte sa septième coupe nationale et réalise le doublé coupe-championnat.

## Premier tour
Le premier tour concerne quatre des huit équipes de la première division auxquelles s'ajoutent les quatre clubs du deuxième échelon.
| Date             | Locaux            | Score | Visiteurs       |
| ---------------- | ----------------- | ----- | --------------- |
| 10 décembre 2021 | Zaqatala PFK (D2) | 1 - 3 | (D1) Sabail FK  |
| 10 décembre 2021 | MOIK Bakou (D2)   | 1 - 2 | (D1) FK Qabala  |
| 11 décembre 2021 | Keşla FK (D1)     | 2 - 1 | (D2) Qaradağ FK |
| 11 décembre 2021 | Sabah FC (D1)     | 3 - 0 | (D2) Kapaz PFC  |

## Quarts de finale
Les matchs aller sont disputés les 1er et 2 février 2022, et les matchs retour entre les 11 et 13 février suivants. Les quatre équipes restantes du premier échelon font leur entrée en lice lors de cette phase.
| Équipe 1           | Score | Équipe 2       | Aller | Retour |
| ------------------ | ----- | -------------- | ----- | ------ |
| Qarabağ FK (D1)    | 7 - 0 | (D1) Keşla FK  | 1 - 0 | 6 - 0  |
| Neftchi Bakou (D1) | 4 - 2 | (D1) Sabah FC  | 1 - 1 | 3 - 1  |
| Zirə FK (D1)       | 7 - 1 | (D1) Sabail FK | 4 - 0 | 3 - 1  |
| FK Sumgayit (D1)   | 1 - 2 | (D1) FK Qabala | 0 - 1 | 1 - 1  |

## Demi-finales
Les matchs aller sont disputés le 20 avril 2022, et les matchs retour le 28 avril suivant.
| Équipe 1       | Score             | Équipe 2           | Aller | Retour   |
| -------------- | ----------------- | ------------------ | ----- | -------- |
| FK Qabala (D1) | 1 - 8             | (D1) Qarabağ FK    | 1 - 3 | 0 - 5    |
| Zirə FK (D1)   | 0 - 0 (4 - 2 tab) | (D1) Neftchi Bakou | 0 - 0 | 0 - 0 ap |

## Finale
La finale de cette édition oppose le Qarabağ FK au Zirə FK. Le premier dispute à cette occasion sa dixième finale de coupe, pour six succès jusqu'ici, le dernier datant de 2017. Zirə atteint quant à lui la première finale de son histoire.
La partie tourne dans un premier temps à l'avantage du Zirə, qui ouvre la marque dès la 17e minute de jeu par l'intermédiaire de Hamidou Keyta (en). Qarabağ finit par revenir à égalité à la 69e minute grâce à un but d'Abdellah Zoubir. Aucun autre but n'est inscrit par la suite, que ce soit dans le temps réglementaire ou au cours de la prolongation qui s'ensuit. Les deux équipes doivent finalement se départager lors de la séance des tirs au but, qui tourne à l'avantage de Qarabağ qui l'emporte 4 à 3 pour décrocher sa septième coupe nationale et réaliser le doublé coupe-championnat.
| Entraîneur :    |
| Gurban Gurbanov |

| Entraîneur :   |
| Rashad Sadygov |

| Entraîneur :    |
| Gurban Gurbanov |

| Entraîneur :   |
| Rashad Sadygov |